# FC Memmingen
FC Memmingen is een Duitse voetbalclub uit Memmingen. De club heeft ongeveer 900 leden en speelt met het eerste elftal vanaf 2010 in de Regionalliga Süd.
De club ontstond op 30 mei 1907 als afdeling van de Memminger Turnverein. In 1924 werd de afdeling zelfstandig onder de huidige naam. Tot 1945 werd de club in totaal zeven keer kampioen in de wisselende amateurcompetities. In 1970 werd de Oberliga Bayern bereikt. In 1987 degradeerde FC Memmingen naar de landesliga maar promoveerde twee jaar later weer. In 1997 mocht FC Memmingen play-offduels om promotie naar de Regionalliga spelen maar Kickers Offenbach bleek te sterk. In 2002 volgde een hernieuwde degradatie die een jaar later weer gevolgd werd door promotie. In 2010 werd de club kampioen in de Bayernliga en promoveerde voor het eerst naar de Regionalliga Süd. Na twee seizoenen werd de club ingedeeld in de nieuwe Regionalliga Bayern.

## Eindklasseringen vanaf 1964
| Seizoen | Competitie            | Niveau | Eindstand | DFB Pokal | Opmerking                                                         |
| ------- | --------------------- | ------ | --------- | --------- | ----------------------------------------------------------------- |
| 1963/64 | Landesliga Bayern-Süd | IV     | 6         | --        |                                                                   |
| 1964/65 | Landesliga Bayern-Süd | IV     | 11        | --        |                                                                   |
| 1965/66 | Landesliga Bayern-Süd | IV     | 14        | --        |                                                                   |
| 1966/67 | Bezirksliga Schwaben  | V      | 3         | --        |                                                                   |
| 1967/68 | Bezirksliga Schwaben  | V      | 2         | --        |                                                                   |
| 1968/69 | Landesliga Bayern-Süd | IV     | 3         | --        |                                                                   |
| 1969/70 | Landesliga Bayern-Süd | IV     | 1         | --        |                                                                   |
| 1970/71 | Bayernliga            | III    | 9         | --        |                                                                   |
| 1971/72 | Bayernliga            | III    | 9         | --        |                                                                   |
| 1972/73 | Bayernliga            | III    | 11        | --        |                                                                   |
| 1973/74 | Bayernliga            | III    | 12        | --        |                                                                   |
| 1974/75 | Bayernliga            | III    | 14        | --        |                                                                   |
| 1975/76 | Bayernliga            | III    | 12        | --        |                                                                   |
| 1976/77 | Bayernliga            | III    | 10        | --        |                                                                   |
| 1977/78 | Bayernliga            | III    | 10        | --        |                                                                   |
| 1978/79 | Bayernliga            | III    | 15        | --        |                                                                   |
| 1979/80 | Bayernliga            | III    | 3         | --        |                                                                   |
| 1980/81 | Bayernliga            | III    | 11        | --        |                                                                   |
| 1981/82 | Bayernliga            | III    | 10        | --        |                                                                   |
| 1982/83 | Bayernliga            | III    | 14        | --        |                                                                   |
| 1983/84 | Bayernliga            | III    | 14        | --        |                                                                   |
| 1984/85 | Bayernliga            | III    | 13        | --        |                                                                   |
| 1985/86 | Bayernliga            | III    | 14        | --        |                                                                   |
| 1986/87 | Bayernliga            | III    | 15        | --        |                                                                   |
| 1987/88 | Landesliga Bayern-Süd | IV     | 5         | --        |                                                                   |
| 1988/89 | Landesliga Bayern-Süd | IV     | 2         | --        |                                                                   |
| 1989/90 | Bayernliga            | III    | 9         | --        |                                                                   |
| 1990/91 | Bayernliga            | III    | 7         | --        |                                                                   |
| 1991/92 | Bayernliga            | III    | 11        | --        |                                                                   |
| 1992/93 | Bayernliga            | III    | 7         | --        |                                                                   |
| 1993/94 | Bayernliga            | III    | 13        | --        |                                                                   |
| 1994/95 | Bayernliga            | IV     | 12        | --        | herinvoering Regionalliga                                         |
| 1995/96 | Bayernliga            | IV     | 11        | --        |                                                                   |
| 1996/97 | Bayernliga            | IV     | 2         | --        |                                                                   |
| 1997/98 | Bayernliga            | IV     | 15        | --        | pd-wedstrijd > Würzburger FV: 2-0                                 |
| 1998/99 | Bayernliga            | IV     | 8         | --        |                                                                   |
| 1999/00 | Bayernliga            | IV     | 12        | --        |                                                                   |
| 2000/01 | Bayernliga            | IV     | 10        | --        |                                                                   |
| 2001/02 | Bayernliga            | IV     | 18        | --        |                                                                   |
| 2002/03 | Landesliga Bayern-Süd | V      | 1         | --        |                                                                   |
| 2003/04 | Bayernliga            | IV     | 10        | --        |                                                                   |
| 2004/05 | Bayernliga            | IV     | 9         | --        |                                                                   |
| 2005/06 | Bayernliga            | IV     | 11        | --        |                                                                   |
| 2006/07 | Bayernliga            | IV     | 4         | --        |                                                                   |
| 2007/08 | Bayernliga            | IV     | 6         | --        | mocht promoveren maar geen licentie aangevraagd voor Regionalliga |
| 2008/09 | Bayernliga            | V      | 3         | --        | invoering 3. Liga                                                 |
| 2009/10 | Bayernliga            | V      | 1         | --        |                                                                   |
| 2010/11 | Regionalliga Süd      | IV     | 13        | --        |                                                                   |
| 2011/12 | Regionalliga Süd      | IV     | 15        | --        |                                                                   |
| 2012/13 | Regionalliga Bayern   | IV     | 9         | --        |                                                                   |
| 2013/14 | Regionalliga Bayern   | IV     | 13        | --        |                                                                   |
| 2014/15 | Regionalliga Bayern   | IV     | 7         | --        |                                                                   |
| 2015/16 | Regionalliga Bayern   | IV     | 12        | --        |                                                                   |
| 2016/17 | Regionalliga Bayern   | IV     | 5         | --        |                                                                   |
| 2017/18 | Regionalliga Bayern   | IV     | 16        | --        | pd-wedstrijd > TSV 1896 Rain: 2-3 / 2-0                           |
| 2018/19 | Regionalliga Bayern   | IV     | 6         | --        |                                                                   |
| 2019/21 | Regionalliga Bayern   | IV     | 15        | --        |                                                                   |
| 2021/22 | Regionalliga Bayern   | IV     | 18        | --        |                                                                   |
| 2022/23 | Oberliga Bayern-Süd   | V      | 2         | --        | winnaar pd-wedstrijden > VfB Eichstätt en SpVgg Ansbach 09        |
| 2023/24 | Regionalliga Bayern   | IV     | 18        | --        |                                                                   |
| 2024/25 | Oberliga Bayern-Süd   | V      | 1         | --        |                                                                   |
| 2025/26 | Regionalliga Bayern   | IV     | .         | --        |                                                                   |